# Ле-Гранд (Каліфорнія)
Ле-Гранд (англ. Le Grand) — переписна місцевість (CDP) в США, в окрузі Мерсед штату Каліфорнія. Населення — 1592 особи (2020).

## Географія
Ле-Гранд розташований за координатами 37°13′44″ пн. ш. 120°15′14″ зх. д. / 37.22889° пн. ш. 120.25389° зх. д. (37.228815, -120.254002).  За даними Бюро перепису населення США в 2010 році переписна місцевість мала площу 2,95 км², уся площа — суходіл.

## Демографія
Згідно з переписом 2010 року, у переписній місцевості мешкало 1659 осіб у 458 домогосподарствах у складі 391 родини. Густота населення становила 562 особи/км².  Було 503 помешкання (170/км²).
Расовий склад населення:
| - 52,4 % — білих - 2,1 % — корінних американців - 1,1 % — чорних або афроамериканців - 1,0 % — азіатів - 0,1 % — вихідців з тихоокеанських островів - 39,7 % — осіб інших рас |

До двох чи більше рас належало 3,6 %. Частка іспаномовних становила 81,8 % від усіх жителів.
За віковим діапазоном населення розподілялося таким чином: 32,2 % — особи молодші 18 років, 58,0 % — особи у віці 18—64 років, 9,8 % — особи у віці 65 років та старші. Медіана віку мешканця становила 31,5 року. На 100 осіб жіночої статі у переписній місцевості припадало 99,4 чоловіків;  на 100 жінок у віці від 18 років та старших — 94,3 чоловіків також старших 18 років.
Середній дохід на одне домашнє господарство  становив 46 902 долари США (медіана — 39 000), а середній дохід на одну сім'ю — 46 281 долар (медіана — 37 049). Медіана доходів становила 32 361 долар для чоловіків та 27 917 доларів для жінок. За межею бідності перебувало 33,1 % осіб, у тому числі 52,3 % дітей у віці до 18 років та 13,5 % осіб у віці 65 років та старших.
Цивільне працевлаштоване населення становило 596 осіб. Основні галузі зайнятості: сільське господарство, лісництво, риболовля — 29,4 %, освіта, охорона здоров'я та соціальна допомога — 21,3 %, роздрібна торгівля — 9,2 %, транспорт — 8,7 %.